# اچ‌ام‌ان‌زداس هاویا (اف۴۲۲)
اچ‌ام‌ان‌زداس هاویا (اف۴۲۲) (به انگلیسی: HMNZS Hawea (F422)) یک کشتی بود که طول آن ۸۷٫۲ متر (۲۸۶ فوت) بود. این کشتی در سال ۱۹۴۳ ساخته شد.